# Emersons Green
Emersons Green est une paroisse civile du Gloucestershire, en Angleterre.
Elle fait partie de la région du Grand Bristol